# Comitê Olímpico Montenegrino
O Comitê Olímpico Montenegrino (em montenegrino: Црногорски олимпијски комитет / Crnogorski olimpijski komitet) é a organização sem fins lucrativos que representa os atletas montenegrinos no Comitê Olímpico Internacional (COI). Esta organização gerencia os representantes do Montenegro nos Jogos Olímpicos de Verão e de Inverno, bem como em eventos menores, como os Jogos do Mediterrâneo. O presidente da comissão, em janeiro de 2008, era Dušan Simonović.